# 스즈키 아미
스즈키 아미(일본어: 鈴木 亜美, 1982년 2월 9일 ~)는 일본의 가수, 배우, 디스크자키이다.

## 활동 내역
2005년에 소속사를 에이벡스로 옮겼고, 그해에 《NHK 홍백가합전》에 출연했다. 2006년에 개봉한 영화 《무지개 여신》을 통해 영화 배우로 데뷔했다. 2007년 2월에는 다른 음악가들과의 콜라보레이션 프로젝트인 'join'을 시작했다. 'join'기획이란 본인이 여러 음악가들의 노래에 참가하는 것으로, 새로운 경험을 한다는 기획이었다. 2007년 2월부터 2008년 1월까지 스즈키 아미는 버팔로 도터, THC!!, 키린지, 나카타 야스타카 및 SUGIURUMN과의 콜라보레이션 싱글과 음반 《CONNETTA》, 《DOLCE》를 발매했다. 2008년에는 데뷔 10주년을 맞았고, 이를 위해 그 해에 일본의 작곡가이자 음악 그룹 Capsule의 멤버인 나카타 야스타카가 제작한 기념 싱글 《ONE》과 《can't stop the DISCO》를 발매했다. 그리고 같은 해 11월과 12월에는 나카타가 전면 사운드 프로듀스한 음반 《Supreme Show》를 발매했다. 이 시기의 이벤트 때, 나카타, 램 라이더와 함께 본인이 디스크자키로 데뷔했다.

## 음반 목록

### 음반
1. SA (1999년 3월 25일)
2. infinity eighteen vol. 1 (2000년 2월 9일)
3. INFINITY EIGHTEEN Vol. 2 (2000년 4월 26일)
4. AROUND THE WORLD (2005년 10월 12일)
5. CONNETTA (2007년 3월 21일)
6. DOLCE (2008년 2월 6일)
7. Supreme Show (2008년 11월 12일)

## 출연

### 드라마
- 7인의 여변호사 시즌2 제1화 (2008년)
- 러브레터 (2008-2009년)
- 기묘한 이야기 '09 봄 특별편 〈한 밤중의 살인자〉 (2009년)
- 러브게임 제3화 (2009년)
- 독신 (2009년) 아오키 지히로 역

### 영화
- 무지개 여신 (2006년)